# バリーモート
バリーモート (愛: Baile an Mhóta、英: Ballymote、「丘(塚)の町」)はアイルランド北西部のコノート地方スライゴ県の南部に位置するマーケットタウン。コノート地方に残るノルマン様式の城としては最後の物であり、最も堅牢であったバリーモート城がそびえる、昔ながらの街並みである。城の建設は1300年に遡り、アルスター伯であるリチャード・オグによって行われた。
他にもマーケットハウスや、ヘルス・サービス・エグゼクティブの南スライゴ共同体精神衛生サービスが現在使用している3柱間・2階建ての建物を備える。

## 交通

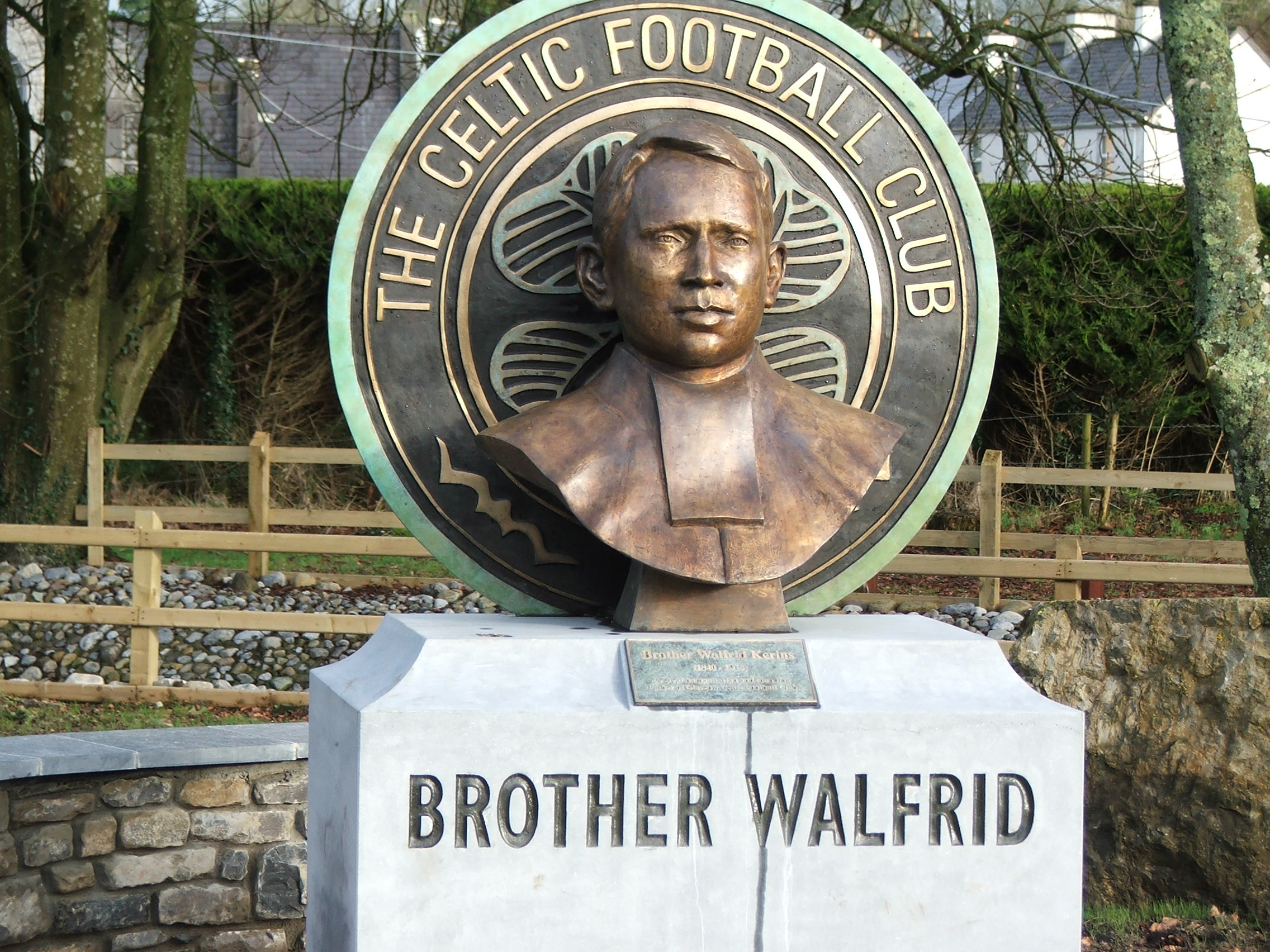
ウォルフリッド修道士の胸像

アイルランドの地方道であるR293・R295・R296、アイルランド鉄道のダブリン-スライゴ線の本線がバリーモートを通過している。
バリーモート鉄道駅は1862年12月3日に開業した。

## 人口
1900年のバリーモートの人口は1145人であった。2011年では1539人を数える。

## スポーツ
Corran公園のゲーリックフットボール、ウォルフリッド修道士記念公園のサッカー、Corran公園周辺の競走路での陸上競技などといったスポーツがバリーモートで行われている。この他にも特に未成年向けの、様々な種目が行われている。郊外ではハーフラウンド用のコースでゴルフが行われている。

## 9月11日記念碑

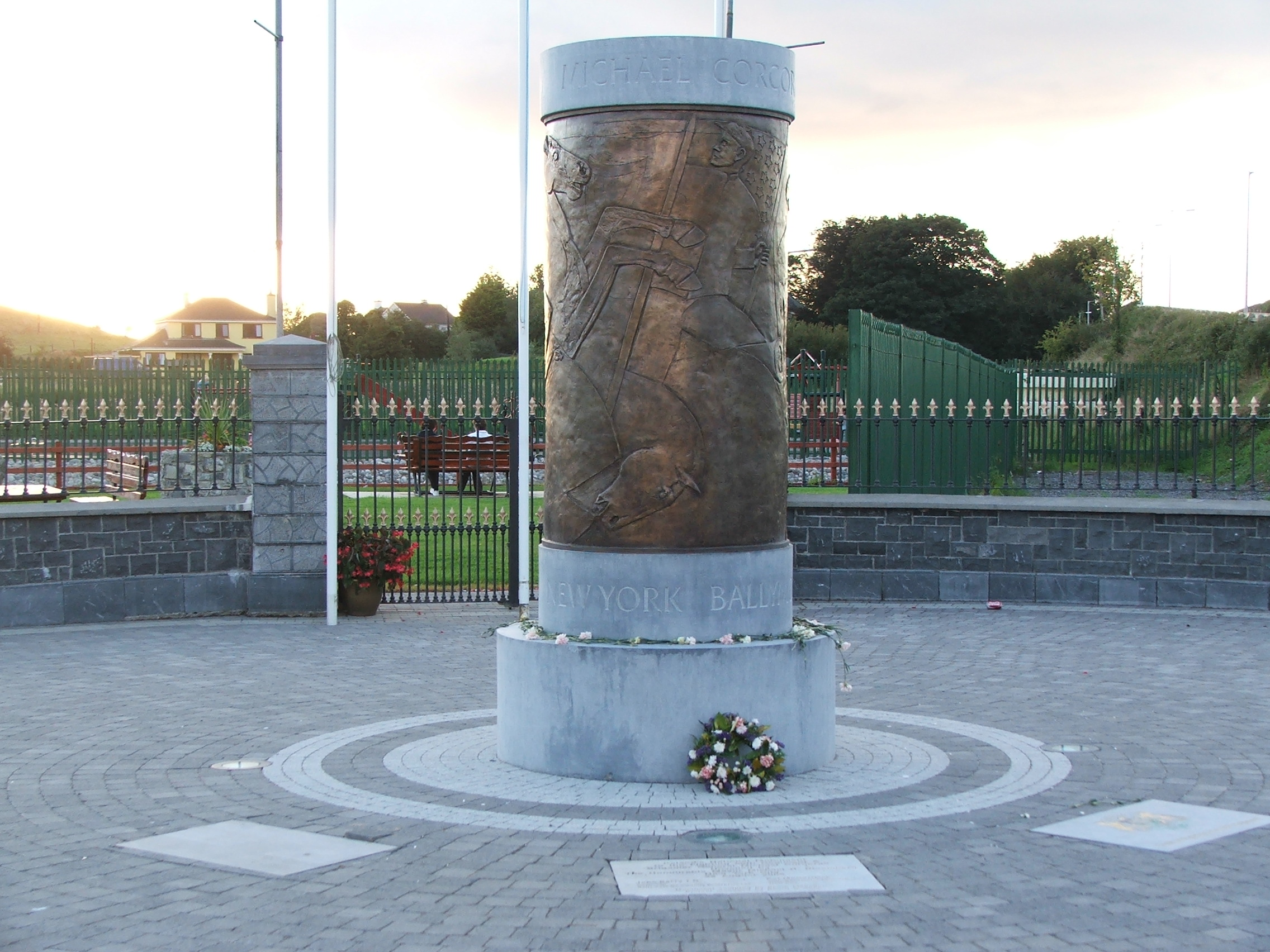
ニューヨーク第69歩兵連隊記念碑

かつてアイルランド系アメリカ人によって構成されていたニューヨーク第69歩兵連隊と、南北戦争時のこの連隊の准将であり、バリーモート出身のマイケル・コーコランを記念するナショナルモニュメント(国立の記念碑)がこの地に建立されることになり、2006年8月22日、当時のニューヨーク市長マイケル・ブルームバーグによって除幕された。この記念碑は銅製の円柱であり、側面にはコーコランの人生の情景が刻まれている。
除幕式におけるブルームバーグの挨拶によれば、現代の第69歩兵連隊はアイルランド系に限らず多様な隊員により構成されているが、勇敢さを重んじるアイルランド人の気質は連隊に今なお色濃く受け継がれている。2001年9月11日のアメリカ同時多発テロ事件発生時、本部が現場に近かったこともあり、第69歩兵連隊は最も早くワールドトレードセンターへの救助に向かった部隊の一つでもあったが、この際2名の隊員が殉職している。同事件で死亡したバリーモート出身の消防士の両親は、ワールドトレードセンター跡から持ち帰った鉄片を寄贈し、これが石製のモニュメントの基部に儲けられた小さな空洞に安置されている。

## 著名人

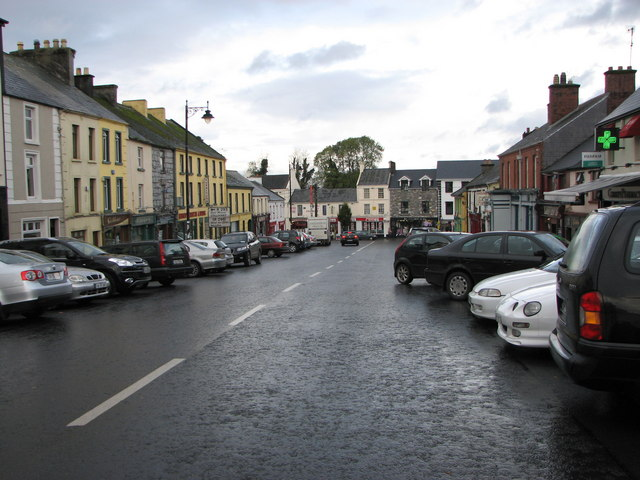
ロードエドワード・ストリート

- アンドリュー・ケリンズ（英語版）  - ウォルフリッド修道士とも。セルティックFCの創設者。
- フランシス・ターフェ（英語版） - カーリングフォード伯、オーストラリア陸軍元帥。
- マイケル・コーコラン - 南北戦争時のニューヨーク第69歩兵連隊准将。
- ジョン・ペリー（英語版） - フィナ・ゲール党の政治家。小規模ビジネス閣外大臣を務めた。
- イーモン・スカンモン（英語版） - アイルランド上院議員。以前はアイルランド下院議員も。
- ソフィア・マッコルガン -　自身が受けた児童虐待を公開してアイルランドパーソンオブザイヤー賞を受賞[4][5][6]。